# جون ويليامز (موزع)
جون تاونر ويليامز (بالإنجليزية: John Towner Williams )‏ (8 فبراير 1932)، ملحن وقائد فرقة موسيقية وعازف بيانو أمريكي. يُعرف على نطاق واسع بأنه واحد من أعظم مؤلفي الموسيقا التصويرية في كل العصور.  لحن بعضًا من أكثر الأفلام الموسيقية شهرة وتميزًا وإشادة بالنقد في التاريخ السينمائي في مهنة امتدت على مدى ستة عقود. فاز ويليامز بخمس وعشرين جائزة غرامي، وسبع جوائز للأكاديمية البريطانية، وخمس جوائز أكاديمية، وأربع جوائز غولدن غلوب. يُعد ويليامز ثاني أكثر الأفراد ترشحًا بعد والت ديزني بحصوله على 52 ترشيحًا لجائزة الأوسكار. اختار معهد الفيلم الأمريكي موسيقا ويليامز في فيلم ستار وورز (حرب النجوم) (1977) في عام 2005 كأفضل موسيقا فيلم أمريكي في كل العصور. أدخلت مكتبة الكونغرس الموسيقا التصويرية الخاصة بفيلم ستار وورز (حرب النجوم) في ديوان التسجيل الوطني لكونها «ذات أهمية ثقافية أو تاريخية أو جمالية».
ألّف ويليامز موسيقا العديد من الأفلام المشهورة والمنتقدة بشكل لاذع، بما في ذلك ملحمة ستار وورز (حرب النجوم)، وشندرلز ليست (قائمة شندلر)، وكلوس إينكاونترز أوف ذا ثيرد كايند (لقاءات قريبة من النوع الثالث)، وسوبرمان، وإي. تي. ذي إكسترا تيريستيال (إي تي)، ومسلسل إنديانا جونز، وأول فيلمين من سلسلة أفلام هوم ألون (وحيد في المنزل)، وأول فيلمين من سلسلة جاوز، وأول فيلمين من سلسلة جوراسيك بارك (الحديقة الجوراسية)، وهوك (الكابتن هوك)، وأول ثلاثة أفلام من سلسلة هاري بوتر. 
لحّن ويليامز العديد من الكونشرتو الكلاسيكية والعديد من الأعمال الأخرى لفرق الأوركسترا والآلات المنفردة. عمل ويليامز قائدًا رئيسيًا لأوركسترا بوبس بوسطن منذ عام 1980 حتى عام 1993، وهو قائد أوركسترا حائز على جائزة. ربطته علاقة بالمخرج ستيفن سبيلبرغ منذ عام 1974، ولحن الموسيقا لجميع أفلامه الروائية باستثناء خمسة. تشمل الأعمال الأخرى التي عمل ويليامز بها الموسيقا الرئيسية لدورة الألعاب الأولمبية الصيفية لعام 1984، وبرنامج إن بي سي سنداي نايت فوتبول، والمتتابعة الموسيقية «ذا ميشن» التي تستخدمها إن بي سي نيوز وسيفن نيوز في أستراليا، والمسلسل التلفزيوني لوست إن بيس ولاند أوف ذا دجايانتس، والموسيقا الخلفية للموسم الأول من غيليغانز آيلاند. 
أُدخِل ويليامز في ردهة مشاهير هوليوود باول في عام 2000، وحصل على جائزة مركز كينيدي الثقافي في عام 2004 وجائزة إنجاز العمر من معهد الفيلم الأمريكي في عام 2016. لحن الموسيقا لثمانية من أفضل 25 فيلمًا في شباك التذاكر في الولايات المتحدة. 

## الحياة الشخصية
تزوج ويليامز من الممثلة والمغنية الأمريكية باربرا رويك في عام 1956. أنجب الزوجان ثلاثة أطفال: جينيفر (1956)، ومارك تاونر ويليامز (1958)، وجوزيف (1960) المغني الرئيسي في فرقة توتو. استمر زواجهما حتى وفاتها في عام 1974. تزوج ويليامز من المصورة الفوتوغرافية سامانثا وينسلو في عام 1980. 

## التعليم
تعلم في مدرسة جوليارد، وجامعة كاليفورنيا، لوس أنجلوس.

## جوائز وترشيحات
حصل على جوائز منها:
- جائزة إنجاز العمر لمعهد الفيلم الأمريكي [الإنجليزية]‏ (2016)
- جائزة غرامي لأفضل تأليف موسيقي آلي [الإنجليزية]‏، عن عمل: سارقة الكتاب (2015)
- Grammy Award for Best Score Soundtrack for Visual Media [الإنجليزية]‏، عن عمل: مموارز أوف أه غايشا (2007)
- جائزة الغولدن غلوب (1976)
- زمالة غوغنهايم
- جائزة الأوسكار
- وسام الفنون والآداب الفرنسي
- مركز كينيدي الثقافي
- جائزة الأوسكار لأفضل موسيقى تصويرية، عن عمل: قائمة شندلر
- جائزة الأوسكار لأفضل موسيقى تصويرية، عن عمل: إي تي
- الميدالية الوطنية للفنون
- جائزة زحل
- جائزة الأوسكار لأفضل فيلم موسيقي أصلي، عن عمل: عازف الكمان على السقف
- جائزة الأوسكار لأفضل موسيقى تصويرية، عن عمل: حرب النجوم الجزء الرابع: أمل جديد
- جائزة الأوسكار لأفضل موسيقى تصويرية دراماتيكية أصلية، عن عمل: الفك المفترس
- الأكاديمية البريطانية لفنون الفيلم والتلفزيون.

ترشح لـ:
- جائزة الأوسكار لأفضل موسيقى تصويرية، عن عمل: حرب النجوم: القوة تنهض
- جائزة الأوسكار لأفضل موسيقى تصويرية دراماتيكية أصلية، عن عمل: إنقاذ الجندي رايان
- جائزة الأوسكار لأفضل موسيقى تصويرية، عن عمل: Angela's Ashes (film) [الإنجليزية]‏
- جائزة الأوسكار لأفضل موسيقى تصويرية، عن عمل: ذا باتريوت
- جائزة الأوسكار لأفضل موسيقى تصويرية، عن عمل: أي آي : الذكاء الاصطناعي
- جائزة الأوسكار لأفضل موسيقى تصويرية دراماتيكية أصلية، عن عمل: أميستاد
- جائزة الأوسكار لأفضل موسيقى تصويرية دراماتيكية أصلية، عن عمل: نيكسون
- جائزة الأوسكار لأفضل موسيقى تصويرية دراماتيكية أصلية، عن عمل: النيام
- جائزة الأوسكار لأفضل موسيقى تصويرية، عن عمل: قائمة شندلر
- جائزة الأوسكار لأفضل موسيقى تصويرية أصلية أو كوميدية  [لغات أخرى]‏، عن عمل: سابرينا (فيلم 1995)
- جائزة الأوسكار لأفضل موسيقى تصويرية، عن عمل: جي اف كي
- جائزة الأوسكار لأفضل موسيقى تصويرية، عن عمل: هاري بوتر وحجر الفيلسوف
- جائزة الأوسكار لأفضل موسيقى تصويرية، عن عمل: هاري بوتر وسجين أزكابان
- جائزة الأوسكار لأفضل موسيقى تصويرية، عن عمل: لينكون
- جائزة الأوسكار لأفضل موسيقى تصويرية، عن عمل: سارقة الكتاب
- جائزة الأوسكار لأفضل موسيقى أصلية أو مقتبسة أو معالجة  [لغات أخرى]‏، عن عمل: Valley of the Dolls (film) [الإنجليزية]‏
- جائزة الأوسكار لأفضل موسيقى تصويرية، عن عمل: أمسكني لو استطعت
- جائزة الأوسكار لأفضل موسيقى تصويرية، عن عمل: حصان حرب
- جائزة الأوسكار لأفضل موسيقى تصويرية، عن عمل: ميونخ
- جائزة الأوسكار لأفضل موسيقى تصويرية، عن عمل: مغامرات تان تان
- جائزة الأوسكار لأفضل موسيقى تصويرية، عن عمل: مموارز أوف أه غايشا
- جائزة الأوسكار لأفضل نتيجة موسيقي أصلية  [لغات أخرى]‏، عن عمل: Goodbye, Mr. Chips (1969 film) [الإنجليزية]‏
- جائزة الأوسكار لأفضل موسيقى تصويرية، عن عمل: وحيد في المنزل
- جائزة الأوسكار لأفضل موسيقى تصويرية، عن عمل: ولد في الرابع من يوليو
- جائزة الأوسكار لأفضل موسيقى تصويرية دراماتيكية أصلية، عن عمل: الجحيم المرتفع
- جائزة الأوسكار لأفضل موسيقى تصويرية دراماتيكية أصلية، عن عمل: الفك المفترس
- جائزة الأوسكار لأفضل موسيقى تصويرية، عن عمل: حرب النجوم الجزء الرابع: أمل جديد
- جائزة الأوسكار لأفضل موسيقى تصويرية، عن عمل: لقاءات قريبة من النوع الثالث
- جائزة الأوسكار لأفضل فيلم موسيقي أصلي، عن عمل: Tom Sawyer (1973 film) [الإنجليزية]‏
- جائزة الأوسكار لأفضل موسيقى تصويرية دراماتيكية أصلية، عن عمل: مغامرة بوسيدون
- جائزة الأوسكار لأفضل موسيقى تصويرية دراماتيكية أصلية، عن عمل: Cinderella Liberty [الإنجليزية]‏
- جائزة الأوسكار لأفضل فيلم موسيقي أصلي، عن عمل: عازف الكمان على السقف
- جائزة الأوسكار لأفضل موسيقى تصويرية دراماتيكية أصلية، عن عمل: Images (film) [الإنجليزية]‏
- جائزة الأوسكار لأفضل موسيقى تصويرية، عن عمل: إنديانا جونز والحملة الأخيرة
- جائزة الأوسكار لأفضل موسيقى تصويرية، عن عمل: سوبرمان
- جائزة الأوسكار لأفضل موسيقى تصويرية، عن عمل: سارقو التابوت الضائع
- جائزة الأوسكار لأفضل موسيقى تصويرية، عن عمل: إمبراطورية الشمس
- جائزة الأوسكار لأفضل موسيقى تصويرية، عن عمل: السحرة من إيستويك
- جائزة الأوسكار لأفضل موسيقى تصويرية، عن عمل: سائح بالصدفة
- جائزة الأوسكار لأفضل موسيقى تصويرية، عن عمل: حرب النجوم الجزء الخامس: الإمبراطورية تعيد الضربات
- جائزة الأوسكار لأفضل موسيقى تصويرية، عن عمل: The River (1984 film) [الإنجليزية]‏
- جائزة الأوسكار لأفضل موسيقى تصويرية، عن عمل: حرب النجوم الجزء السادس: عودة الجيداي
- جائزة الأوسكار لأفضل موسيقى تصويرية، عن عمل: إنديانا جونز ومعبد الهلاك
- جائزة الأوسكار لأفضل موسيقى تصويرية، عن عمل: إي تي
- جائزة الأوسكار لأفضل قطعة موسيقية في فيلم غير موسيقي، عن عمل: The Reivers (film) [الإنجليزية]‏.

## وصلات خارجية
- جون ويليامز على موقع أوليمبيديا (الإنجليزية)

- جون ويليامز في قاعدة بيانات الأفلام على الإنترنت
- جون ويليامز على موقع IMDb (الإنجليزية)
- جون ويليامز على موقع الموسوعة البريطانية (الإنجليزية)
- جون ويليامز على موقع مونزينجر (الألمانية)
- جون ويليامز على موقع ألو سيني (الفرنسية)
- جون ويليامز على موقع ميوزك برينز (الإنجليزية)
- جون ويليامز على موقع تيرنر كلاسيك موفيز (الإنجليزية)
- جون ويليامز على موقع أول موفي (الإنجليزية)
- جون ويليامز على موقع بوكس أوفيس موجو (الإنجليزية)
- جون ويليامز على موقع قاعدة بيانات برودواي على الإنترنت (الإنجليزية)
- جون ويليامز على موقع قاعدة بيانات الأفلام السويدية (السويدية)